# Енцо Мійо
Енцо Каміль Ален Мійо (фр. Enzo Camille Alain Millot, нар. 17 липня 2002, Люсе) — французький футболіст мартинікійського походження, півзахисник клубу «Штутгарт».

## Клубна кар'єра
Уродженець Люсе, Ер і Луар, Мійо виступав за молодіжні команди клубів «Етуаль де Бру», «Шартр» і «Друе». У липні 2017 приєднався до футбольної академії «Монако». У липні 2019 року підписав свій перший професійний контракт з клубом, після чого став виступати за резервну команду монегасків.
4 жовтня 2020 року дебютував в основному складі «Монако» в матчі французької Ліги 1 проти «Бреста», вийшовши на заміну замість Сеска Фабрегаса.
14 серпня 2021 року перейшов у німецький «Штутгарт», підписавши чотирирічний контракт.

## Кар'єра в збірній
Виступав за збірні Франції до 16, до 17 і до 18 років. 2019 року в складі збірної Франції до 17 років зіграв на юнацькому чемпіонаті Європи в Ірландії, дійшовши до півфіналу, і на юнацькому чемпіонаті світу в Бразилії, де здобув з командою бронзові нагороди.

## Титули і досягнення
- Володар Кубка Німеччини (1):

«Штутгарт»: 2024-25
Олімпійська збірна Франції
- Срібні медалі Олімпійських ігр 2024[8]